# Davos Nordic
Davos Nordic sind die Internationalen Ski-Langlauftage von Davos im Schweizer Kanton Graubünden.  Seit 1972 organisiert der Ski Club Davos (Weltcup) diese Rennen. Anfangs waren es Trainingsrennen der Schweizer Nationalmannschaft mit Trainingskollegen aus Norwegen, Schweden und Deutschland. 1975 wurden die Langlaufrennen erstmals professionell vorbereitet. 1980 zählten die Wettkämpfe erstmals zum offiziellen FIS-Langlauf-Weltcup.